# Daniel Clark (attore)
Daniel Allen Clark (Chicago, 14 ottobre 1985) è un attore statunitense.

## Biografia
Fratello di Robert Clark, attore anch'egli, ha acquisito notevole fama per il suo ruolo nella serie televisiva Degrassi: The Next Generation, per la quale ha ricevuto molteplici prestigiosi premi.
Daniel Clark ha conquistato una prima nomination agli Young Artist Awards nel 2000. Successivamente, per la serie Degrassi: The Next Generation, l'attore ha conseguito nel 2002 una vittoria sempre agli Young Artist Awards e ancora, per la medesima serie, 2 nomination agli Young Artist Awards, rispettivamente negli anni 2003 e 2006.

## Filmografia

### Cinema
- Grizzly Falls - La valle degli orsi, regia di Stewart Raffill (1999)
- The Bail, regia di Carl Goldstein (2002)
- Juno, regia di Jason Reitman (2007)
- Left for Dead, regia di Christopher Harrison (2007)

### Televisione
- Piccoli brividi (Goosebumps) – serie TV, episodi 4x01-4x02 (1998)
- Eerie, Indiana: The Other Dimension – serie TV, 15 episodi (1998)
- Hai paura del buio? (Are You Afraid of the Dark?) – serie TV, episodio 6x10 (1999)
- Real Kids, Real Adventures – serie TV, episodio 2x10 (1999)
- I Was a Sixth Grade Alien (My Best Friend Is an Alien) – serie TV, 8 episodi (1999)
- The Wonderful World of Disney – serie TV, episodio 3x09 (2000)
- Dear America: The Secret Diary of Princess Elizabeth – film TV (2000)
- The City – serie TV, episodi 2x19-2x20 (2000)
- The Royal Diaries: Elizabeth I - Red Rose of the House of Tudor – film TV (2000)
- The Zack Files – serie TV, episodio 1x15 (2001)
- Pianeta Terra - Cronaca di un'invasione (Earth: Final Conflict) – serie TV, episodi 5x18-5x22 (2002)
- E.R. - Medici in prima linea (ER) – serie TV, episodio 12x04 (2005)
- Darcy's Wild Life – serie TV, episodio 2x06 (2005)
- The Russell Girl - Una vita al bivio (The Russell Girl), regia di Jeff Bleckner – film TV (2008)
- Degrassi: The Next Generation – serie TV, 101 episodi (2001-2008)

## Doppiatori italiani
Nelle versioni in italiano delle opere in cui ha recitato, Daniel Clark è stato doppiato da:
- Fabrizio De Flaviis in Grizzly Falls - La valle degli orsi
- Luigi Morville in Degrassi: The Next Generation